# Anzahlung
Eine Anzahlung (früher Angeld, Aufgeld oder Haftgeld) liegt vor, wenn der Käufer bei einem Kaufvertrag oder Erwerber bei einem sonstigen Vertrag eine Teilzahlung erbringt, wobei die Lieferung oder Leistung noch nicht erfolgt ist.

## Rechtsgrundlagen
Rechtlich stellt die Anzahlung eine Teilleistung des Schuldners dar, wozu er grundsätzlich nicht berechtigt ist (§ 266 BGB), weil im Normalfall der gesamte Kaufpreis in einer Summe fällig ist. Da der schuldrechtliche Kaufvertrag auch abweichende Vereinbarungen zulässt, stellt die Anzahlung die Abrede zu einer Teilleistung dar. Sie kann ein Zeichen des Vertragsschlusses (§ 336 Abs. 1 BGB) sein, kann jedoch nicht wie eine Vertragsstrafe verfallen. Sie soll dem Beweis dienen und nicht etwa Voraussetzung oder vereinbarte Form des Vertragsabschlusses sein. Die Anzahlung ist zurückzuerstatten, wenn der Kaufvertrag wieder aufgehoben wird (§ 337 Abs. 2 BGB). Zudem stellen Anzahlungen insbesondere bei Kaufverträgen des täglichen Lebens eine Durchbrechung des Zug-um-Zug-Prinzips dar, das von beiden Vertragspartnern die jeweils obliegende vollständige Leistung zum selben Zeitpunkt verlangt (§ 320 BGB).
In den Fällen des täglichen Lebens wird der (mündlich abgeschlossene) Kaufvertrag so gestaltet sein, dass der Verkäufer dem Käufer die Anzahlung gestattet, aber die Übereignung und Übergabe des Kaufgegenstandes erst bei vollständiger Kaufpreiszahlung erfolgt. Es ist auch möglich, dass im Rahmen eines Eigentumsvorbehalts die Übergabe bereits bei Anzahlung erfolgt. In beiden Fällen soll die Anzahlung dem Käufer ein Reservierungsrecht auf den Kaufgegenstand mit der Folge gewähren, dass der Verkäufer die Ware nicht anderweitig veräußern wird. Dabei wird durch die Anzahlung der Käufer zum Kreditgeber mit den typischen Kreditrisiken bis hin zum Insolvenzrisiko. In diesem Fall stellt die Anzahlung ein Darlehen des Käufers an den Verkäufer dar (§ 488 BGB). Kommt es jedoch bereits bei Anzahlung zur Übereignung und Übergabe der Waren, so tritt der Verkäufer in Vorleistung und gewährt einen Lieferantenkredit.
Um den Käufer vor dem Risiko einer Nicht-Lieferung zu schützen, die zur Folge haben könnte, dass ein Verlust seiner Anzahlung droht, werden im Geschäftsverkehr häufig durch den Verkäufer Anzahlungsgarantien eines Kreditinstituts zugunsten des Käufers angeboten. Im internationalen Kreditverkehr wird anstelle des deutschen Worts Anzahlung üblicherweise der englische Begriff „down payment“ verwendet, die Anzahlungsgarantie heißt entsprechend prepayment bond oder advance payment bond.

## Anzahlungen bei Pauschalreisen
Verkehrsüblich sind Anzahlungen oder Vorauszahlungen insbesondere bei Pauschalreisen. Um über derartige Vorleistungsklauseln auch hierbei nicht das Risiko einer Insolvenz des Reiseveranstalters einseitig auf den Reisenden zu übertragen und im Grundsatz das Prinzip der Leistung Zug um Zug zu erhalten, andererseits aber auch das berechtigte Interesse der Reiseveranstalter an einer zumindest teilweisen Abdeckung ihrer Vorleistungen anzuerkennen, ist in § 651t BGB eine rechtsverbindliche Sicherung der Anzahlung vorgesehen. Dies kann durch Bürgschaft/Garantie von Versicherungen oder Kreditinstituten in Form eines Sicherungsscheins (Reisesicherungsschein) geschehen. In der Rechtsprechung des Bundesgerichtshofs (BGH) ist anerkannt, dass Klauseln, durch die eine Vorleistungspflicht begründet wird, der Inhaltskontrolle nach § 307 BGB unterliegen. Der BGH hält im Hinblick auf die durch § 651t BGB eingetretene geänderte Risikoverteilung Anzahlungen bis zu 20 % des Reisepreises für angemessen.

## Bilanzierung
Bei der Bilanzierung können erhaltene Anzahlungen nach § 268 Abs. 5 Satz 2 HGB entweder gesondert innerhalb der Verbindlichkeiten ausgewiesen oder von den Vorräten (unfertige Erzeugnisse / unfertige Leistungen) offen abgesetzt werden. Bei der ersten Alternative schreibt § 266 Abs. 3 C 3 HGB die Passivierung als „erhaltene Anzahlungen auf Bestellungen“ unter den Verbindlichkeiten vor, die zweite Alternative führt zu einer Bilanzposition mit negativem Vorzeichen auf der Aktivseite unter § 266 Abs. 2 B I Nr. 2 HGB.
Aus diesen Bilanzpositionen lässt sich die betriebswirtschaftliche Kennzahl der Anzahlungsquote ermitteln, die angibt, wie hoch der Anteil erhaltener Anzahlungen im Verhältnis der teilfertigen Arbeiten eines Unternehmens liegt:
{\displaystyle {\text{Anzahlungsquote}}={\frac {\text{erhaltene Anzahlungen}}{\text{teilfertige Arbeiten}}}\cdot 100\,\%}
Sie ist insbesondere in Wirtschaftszweigen von Bedeutung, bei denen die Produktionszeit einen längeren Zeitraum umfasst (Bauunternehmen, Maschinenbau, Anlagenbau).

## Abschlagszahlung
Zu unterscheiden von der Anzahlung ist die Abschlagszahlung. Eine Zahlung in mehreren Raten z. B. bei Werkverträgen stellt regelmäßig eine Abschlagszahlung dar, denn sie ist eine vorweggenommene Teilerfüllung, weil bereits geleistete, aber noch nicht abgerechnete Arbeiten vorausgegangen sind. So wird etwa in § 632a BGB vorausgesetzt, dass diesen Abschlagszahlungen ein Wertzuwachs gegenübersteht, der durch erbrachte Bauleistungen entstanden ist. Die Abschlagszahlung ist Gegenleistung für Leistungen des anderen Vertragspartners und nicht Vorschuss auf künftig fällig werdende Leistungen wie die Übereignung eines Kaufgegenstandes, so dass die Vorschriften über Darlehen keine Anwendung finden. Bei Sukzessivlieferungsverträgen sind Teilleistungen sogar Vertragsgegenstand und deshalb geschuldet.

## Umsatzsteuerpflicht
Anzahlungen sind in Deutschland umsatzsteuerpflichtig. Auf Anzahlungsrechnungen ist die Umsatzsteuer grundsätzlich auszuweisen und bei der Schlussrechnung separat wieder abzurechnen.